# Alberto Gonzales
Alberto Reynaldo Gonzales (San Antonio, 4 agosto 1955) è un politico statunitense.

## Biografia
Fu l'81º procuratore generale degli Stati Uniti sotto il presidente degli Stati Uniti d'America George W. Bush.
Nato nello stato del Texas, crebbe a Humble, una piccola città vicino ad Houston, vanta origini messicane. I suoi genitori furono Pablo, morto nel 1982 e Maria Gonzales. Veniva da una famiglia numerosa (era il secondo degli 8 figli).
Studiò all'Aldine Independent School District e all'Harvard Law School. Fra le altre cariche ricoperte quella di 99ª segretario di stato del Texas e 30° White House Counsel.